# Layne Ulmer
Layne John Ulmer (North Battleford, 14 settembre 1980) è un ex hockeista su ghiaccio canadese.

## Carriera

### Nordamerica
Layne Ulmer giocò nella Western Hockey League dal 1997 al 2001 per un totale di 310 partite, con 185 reti e 167 assist. Fu eletto per due volte membro del First All-Star Team, mentre nella stagione 2000-2001 si aggiudicò il titolo di miglior cannoniere con 63 reti. Già nel 1999 fu scelto al settimo giro in 209ª posizione assoluta dagli Ottawa Senators. Nel 2001 firmò il suo primo contratto professionistico con l'organizzazione dei New York Rangers, passando per la formazione affiliata in American Hockey League degli Hartford Wolf Pack.
Nella sua prima stagione giocò soprattutto in ECHL con la maglia dei Charlotte Checkers, collezionando 39 punti in 43 partite disputate. Nelle stagioni successive giocò ad Hartford, arrivando nel campionato 2003-2004 a raggiungere il bottino di 45 punti in 83 incontri disputati. Il 3 aprile 2004 Ulmer giocò la sua unica gara in National Hockey League con i New York Rangers contro i Washington Capitals. Il 6 settembre 2005 Ulmer passò ai San Antonio Rampage, formazione affiliata ai Phoenix Coyotes in AHL; giocò in Texas una stagione, con 45 punti ottenuti in 77 apparizioni.

### Europa
L'8 settembre 2006 Layne Ulmer si trasferì in Europa, andando a giocare in Finlandia con la maglia del TPS Turku, formazione della SM-liiga. Dopo un anno trascorso col TPS Ulmer fu ingaggiato dai Frankfurt Lions, squadra della Deutsche Eishockey-Liga. Con la maglia dei leoni giocò 68 partite ottenendo 35 punti. Il 23 luglio 2008 passò ai Graz 99ers, squadra del campionato austriaco, disputando 56 partite con 14 reti e 22 assist.
Il 4 settembre 2009 Layne Ulmer firmò con l'Asiago Hockey, squadra italiana militante in Serie A. Nella sua prima stagione con i veneti mise a segno 35 punti in 54 gare, conquistando il primo titolo nazionale della sua carriera. Al termine di essa decise di prolungare il contratto di un altro anno, riuscendo a centrare la doppietta nel campionato 2010-2011, concluso con 75 punti ottenuti in 48 partite. Al termine del campionato prolungò ulteriormente il suo contratto per un altro anno a cui fece seguito un ulteriore prolungamento contrattuale. Nel campionato 2012-2013 vinse il terzo tricolore con l'Asiago, segnando, tra l'altro, il gol della sudden death nella decisiva gara-5 di finale scudetto contro l'Hockey Club Valpellice nonostante un infortunio occorso proprio nella finale scudetto. Nella stagione successiva dovette saltare la seconda parte della stagione regolare, compresa la SuperFinal di Continental Cup, a seguito di un infortunio al ginocchio. L'anno seguente alzò al cielo il suo quarto scudetto, conquistato sempre con la maglia dell'Asiago.

## Palmarès

### Club
- Campionato italiano: 4

Asiago: 2009-2010, 2010-2011, 2012-2013, 2014-2015
- Supercoppa italiana: 2

Asiago: 2013, 2015

### Individuale
- WHL First All-Star Team: 2

1999-2000, 2000-2001
- Maggior numero di gol in WHL: 1

2000-2001 (63 reti)
- AHL All-Star Classic: 1

2006